# Panggal Panggal
Panggal Panggal is een bestuurslaag in het regentschap Ogan Komering Ulu van de provincie Zuid-Sumatra, Indonesië. Panggal Panggal telt 1006 inwoners (volkstelling 2010).